# Pai (rivier)

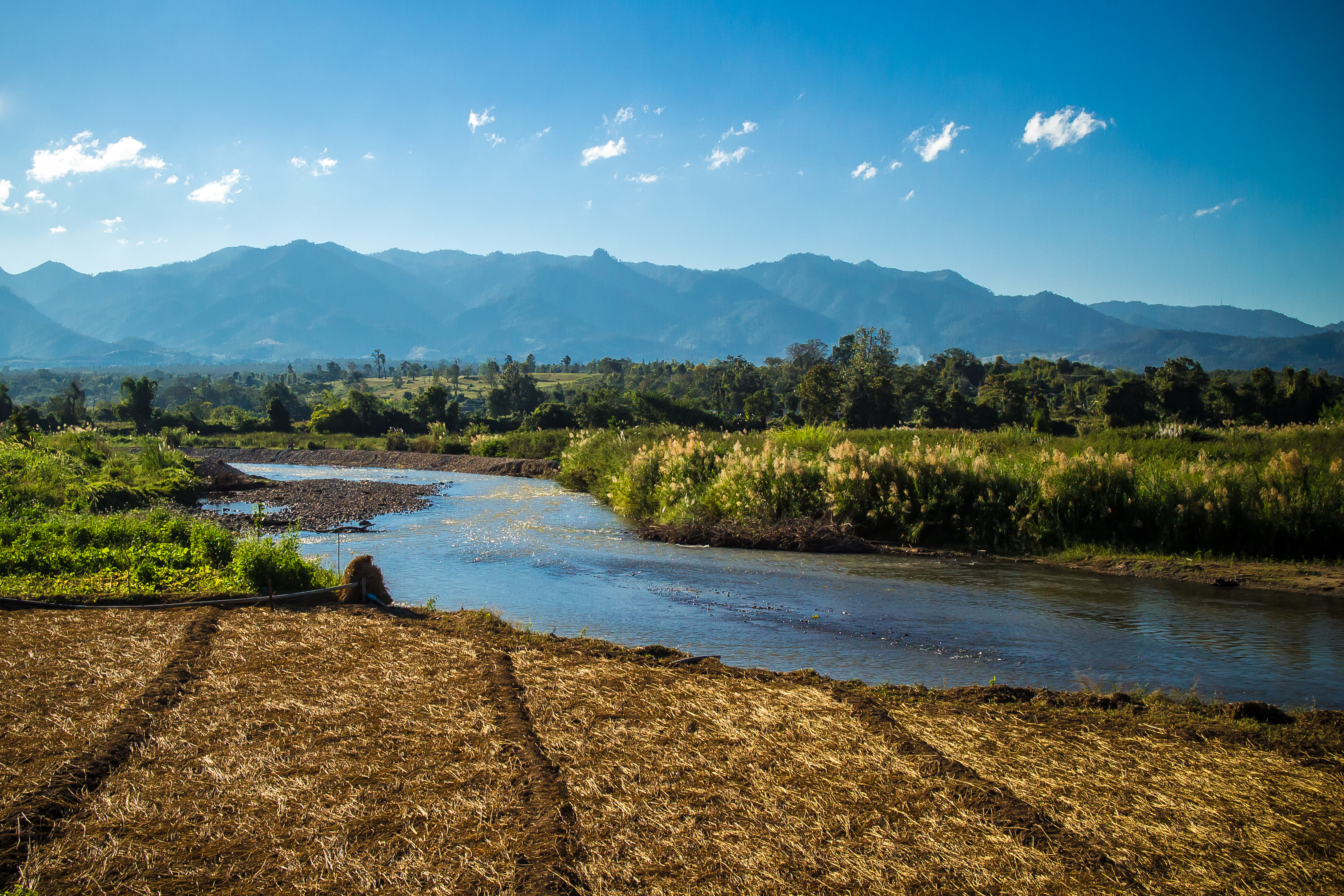
de Pai bij Mae Hong Son

De Pai is een rivier in Thailand en Myanmar. De rivier ontspringt in Noord-Thailand en mondt uit in de rivier de  Salween. 

## Steden
Belangrijke steden langs de Pai:
- Mae Hong Son